# La Terreur qui louche
Pour plus de détails, voir Fiche technique et Distribution.
La Terreur qui louche (Il terrore con gli occhi storti) est une comédie policière franco-italienne de Steno sortie en 1972.

## Synopsis
Afin de se procurer gloire et reconnaissance, trois aspirants « artistes » — Mino, Giacinto et Mirella — mettent en scène un faux meurtre, la « victime » étant la même jeune fille dont le « cadavre » ne sera retrouvé par ses compagnons qu'au moment le plus opportun.
Comme par hasard, dans la maison de Mirella où le « meurtre » est commis, quelqu'un tue en réalité une jeune femme, Margareth. Lorsque le meurtre est découvert, Mino et Giacinto, qui avaient pris soin de laisser de nombreuses traces de leur pseudo-meurtre, réalisent que le seul moyen d'éviter la prison est de trouver le meurtrier de Margareth. Vainement poursuivis par un commissaire imbécile et son bras droit tout aussi incapable, tous deux découvrent, en interrogeant un homme, que la jeune fille a été tuée parce qu'elle gênait une organisation criminelle. L'homme étant mort sous les coups d'un tueur à gages inconnu avant d'avoir pu révéler de quelle organisation il s'agissait, Mino et Giacinto se retrouvent seuls aux mains de ce syndicat du crime (dont l'activité, le trafic de drogue, se déroule dans l'ombre de la Rai) dont les chefs décident de les exploiter tous les deux à leurs propres fins louches.
Bien que le chemin des deux enquêteurs naïfs soit parsemé de morts (tous les témoins du meurtre de Margareth sont éliminés sous leurs yeux), Mino et Giacinto parviennent à démasquer le chef de l'organisation, qui est à l'origine du meurtre de Margareth, mais qui s'empoisonne avant qu'ils puissent le forcer à avouer. Les deux hommes n'ont d'autre choix que de démissionner et se retrouvent en prison.

## Fiche technique
- Titre français : La Terreur qui louche[1]
- Titre original : Il terrore con gli occhi storti[2]
- Réalisation : Steno
- Scénario : Steno, Giulio Scarnicci (it), Raimondo Vianello
- Photographie : Giuseppe Ruzzolini
- Montage : Tatiana Casini Morigi (it)
- Musique : Guido et Maurizio De Angelis
- Production : Dino De Laurentiis, Christian Ferry, Claude Perrier
- Sociétés de production : Produzioni De Laurentiis - Intermaco, Universal Production France[1]
- Pays de production :  Italie -  France
- Langue originale : italien
- Format : Couleurs - 2,35:1 - Son mono - 35 mm
- Durée : 93 minutes
- Genre : Comédie policière[1]
- Dates de sortie : 
  - Italie : 2 septembre 1972
  - France : 1973[1]

## Distribution
- Enrico Montesano : Mino Orlandi
- Alighiero Noschese : Giacinto Puddu
- Gastone Pescucci : chauffeur de taxi
- Francis Blanche : commissaire Pigna
- Lino Banfi : Commissaire adjoint Magli
- Luca Sportelli : le directeur
- Maria Baxa : Margaretha
- Francesco Mulè : Questeur
- Daniele Vargas : José
- Umberto Raho : Jean-Pierre, assassin
- Isabella Biagini : Mirella Trombetti